# Barizoni
Barizoni este o localitate din comuna Koper, Slovenia, cu o populație de 125 de locuitori.